# Scheepvaarthuis

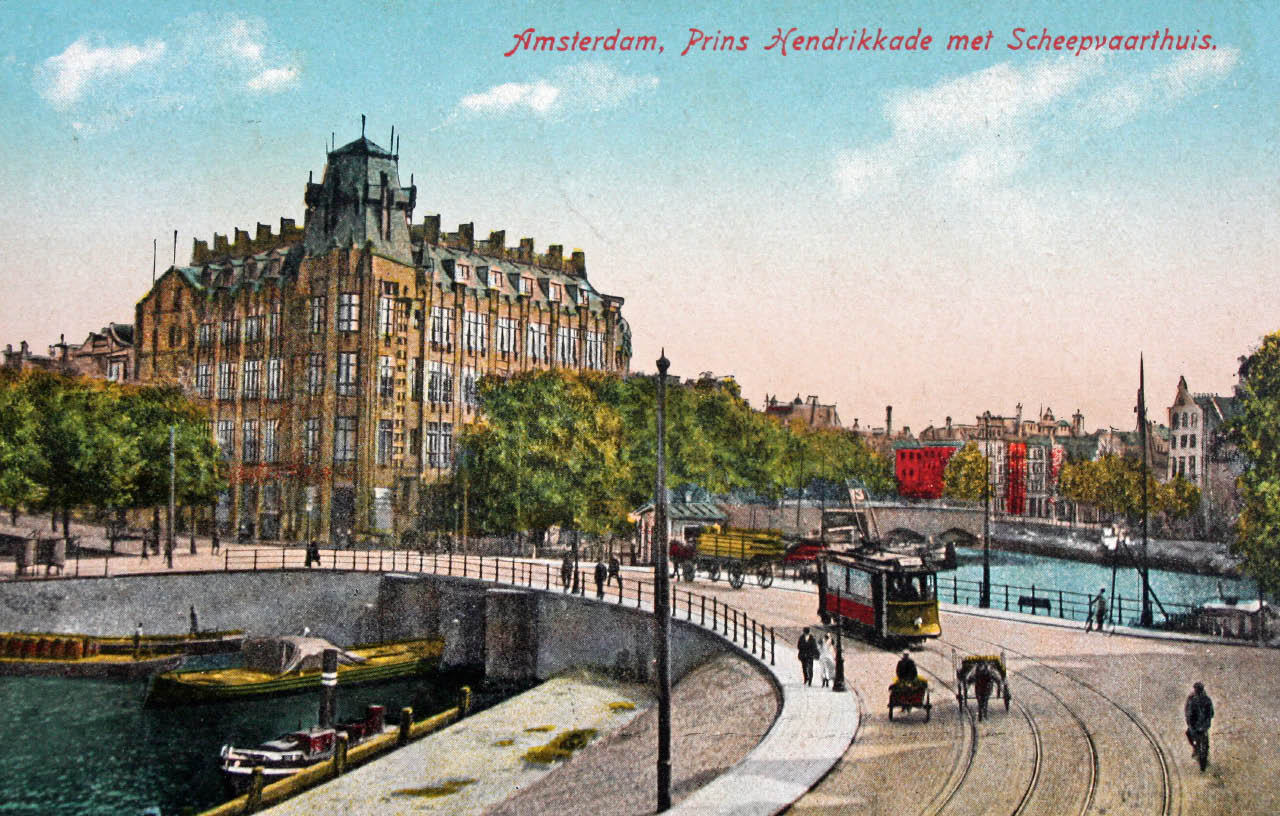
La Scheepvaarthuis in un'illustrazione d'epoca

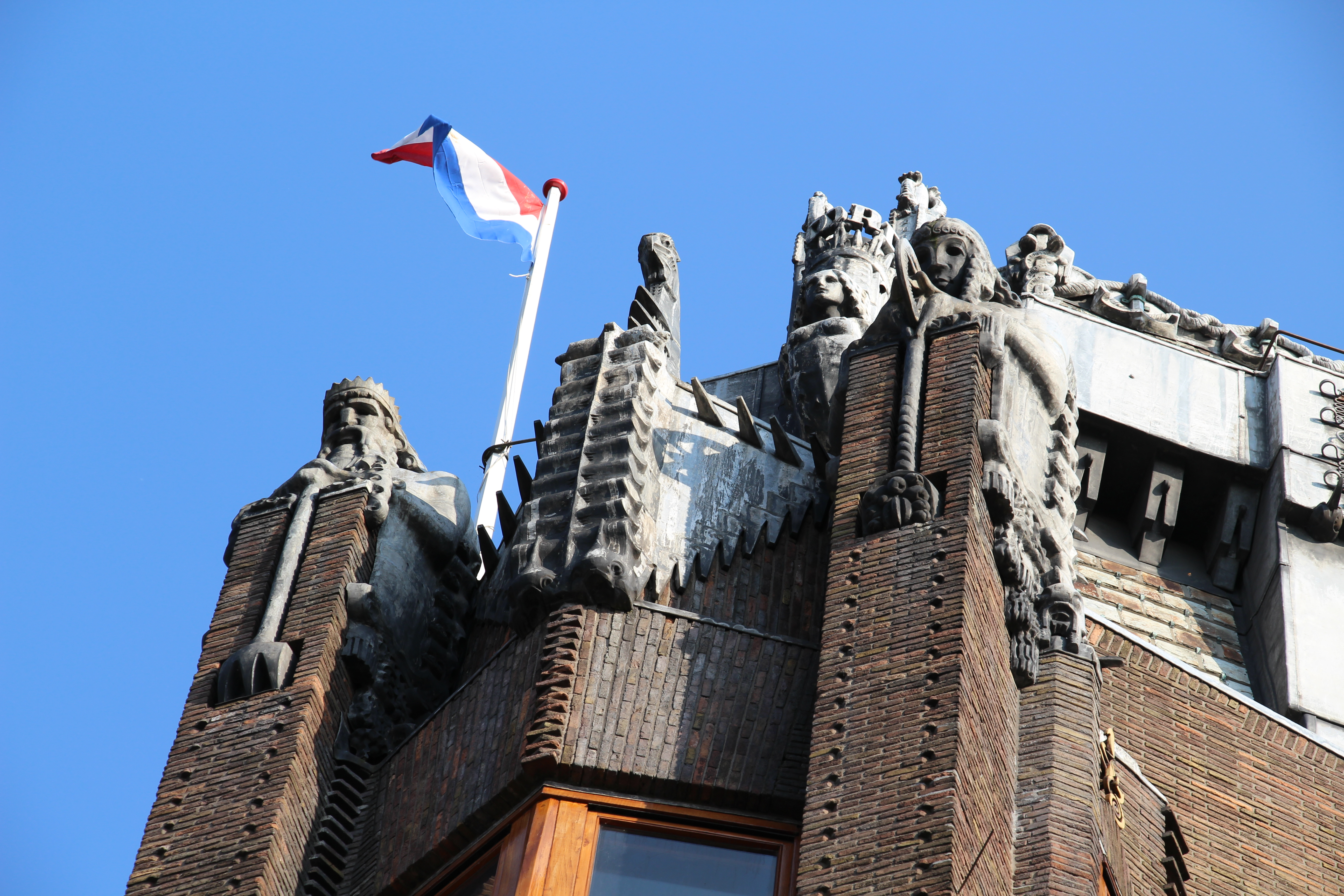
Particolare dell'edificio

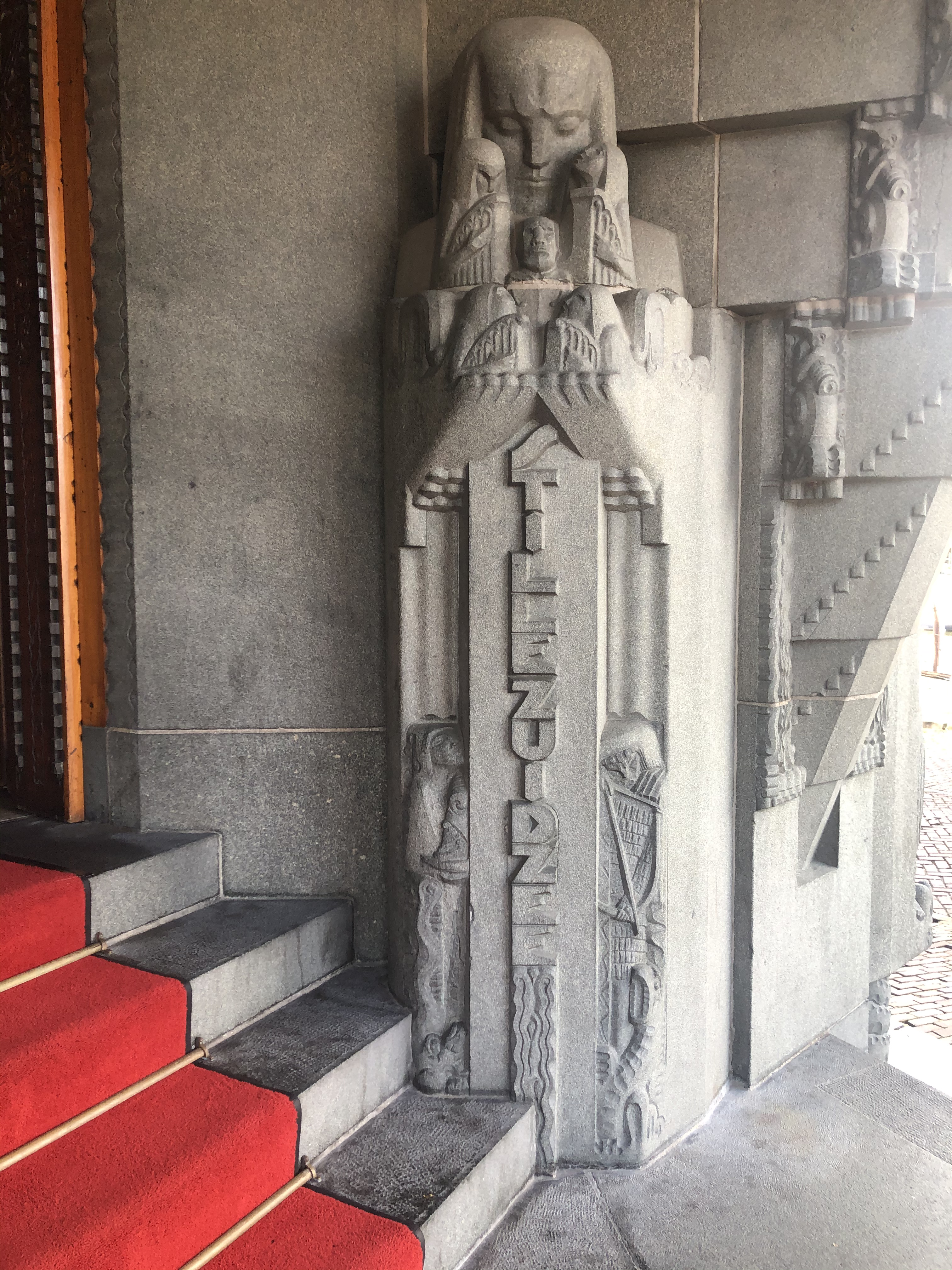
Scultura all'esterno della Scheepvaarthuis

La Scheepvvaarthuis ("casa della navigazione") è uno storico edificio di Amsterdam, costruito tra il 1913 e il 1916 su progetto di Jo van der Mey in collaborazione con Piet Kramer e Michel de Klerk e situato lungo la Prins Hendrikkade. In origine utilizzato dalle compagnie di navigazione e ora adibito ad hotel, è ritenuto il primo esempio della cosiddetta "Scuola di Amsterdam".
L'edificio è classificato come rijksmonument nr. 4158.

## Storia
Jo van der Mey venne incaricato di progettare la Scheepavaarthuis nel 1912. Il progetto venne caldeggiato da alcune compagnie di navigazione intenzionate da spostare la sede in cui trattare i propri affari, che in precedenza avevano luogo nel porto.
Van der Mey trasse ispirazione dall'architettura Art Nouveau, aggiungendovi alcuni elementi che caratterizzerando il movimento poi noto come "scuola di Amsterdam." La costruzione iniziò nel 1913 e venne completata tre anni dopo.
La struttura ospitava gli uffici di sei compagnie di navigazione, che trattavano con l'Indonesia, la Cina, il Giappone, l'Africa, gli Stati Uniti e il Sud America.
Dieci anni dopo l'inaugurazione, venne intrapresa un'opera di ampliamento della struttura, progettata dagli architetti originari. Tale opera di ristrutturazione risultava ancora incompiuta nel 1929.
A partire poi dal secondo dopoguerra, gli uffici della Scheepvaarthuis vennero un po' alla volta abbandonati dalle compagnie di navigazione.
Nel 1974, l'edificio venne classificato come rijksmonument.
In seguito, nel 1983 gli uffici della Scheepvaarthuis vennero occupati dalle aziende di trasporti del comune.
Nel 1998, il comune di Amsterdam mise in vendita l'edificio, che nel 2003 venne rimodellato dall'architetto Ray Kentie per essere riconvertito nel Grand Hotel Amrâth Amsterdam, inaugurato nel giugno del 2007.

## Architettura
L'edificio è situato al nr. 108 della Prins Hendrikkade e si affaccia sul Waalseilandsgracht. È situato non lontano da altri celebri monumenti quali la Schreierstoren e la Montelbaanstoren.
L'edificio è a forma triangolare e presenta una facciata a forma di prua.
La facciata misura 25 metri in altezza ed è sorretta da una torre angolare dell'altezza di circa 31 metri e dell'ampiezza di 9 x 9 metri.